# Caledonispa freycinetiae
Caledonispa freycinetiae es un coleóptero de la familia Chrysomelidae. Fue descrita en 1960 por Gressitt.